# Ruac
El  ruac, salat o sosa (Ononis tridentata) és una espècie de planta amb flors dins la família fabàcia, es tracta d'una planta indicadora de la presència de guix al sòl. És una planta autòctona a la vegetació dels Països Catalans. La seva distribució és a l'oest de la conca de la Mediterrània (concretament ibero-magrebí, és a dir: Península Ibèrica i Magrib)
Addicionalment pot rebre els noms d'arnall, arnalleta, arnalls, gaó salat, gavó salat, salada i soses. També s'han recollit les variants lingüístiques soga, soia i soies.

## Descripció
Mata llenyosa molt ramificada de 30 a 60 cm d'alçada, tiges erectes, les joves tomentoses, folíols suculents amb de 0 a 7 dents apicals i amb els nervis invisibles o molt poc aparents, amb fulles en general trifoliades; raïm d'1 a 2 flors, corol·la rosa de 10 a 17 mm floreix de maig a novembre; llegum piloso-glandulós pèndol amb 2-3 llavors.

## Hàbitat
Brolla poc densa sobre margues i argiles amb guix. Contrades mediterrànies continentals poc plujoses ascendeix fins a la part inferior de la muntanya submediterrània. No es troba a les Balears. Viu entre els 100 m d'altitud i els 1000 m.

## Galeria d'imatges
- A les guixeres de Torà
- A la rasa de Claret
- A la rasa de Claret